# گلن وایت (ویرجینیای غربی)
گلن وایت(به انگلیسی: Glen White) شهری در ایالت ویرجینیای غربی کشور ایالات متحده آمریکا است که جمعیت آن در سرشماری سال ۲۰۱۰ میلادی، ۲۶۶ نفر بوده‌است.